# Энтерохромаффинная клетка
Энтерохромаффинные клетки (англ. Enterochromaffin cells; синонимы: EC-клетки, англ. EC cells, клетки Кульчицкого, англ. Kulchitsky cells) — энтероэндокринные клетки эпителиальной выстилки желудочно-кишечного тракта, выделяющие множество гормонов, производящие и запасающие серотонин. Составляют наиболее многочисленную популяцию энтероэндокринных клеток, простирающуюся от нижнего пищеводного сфинктера до ануса. Около 90 % всего синтезируемого в теле человека серотонина образуется в энтерохромаффинных клетках.
Серотонин стимулирует секрецию пищеварительных ферментов, выделение слизи, двигательную активность.
Названы в честь открывшего их российского гистолога и министра народного просвещения Российской империи Н. К. Кульчицкого (1856—1925).